# Fraisse
Fraisse är en kommun i departementet Dordogne i regionen Nouvelle-Aquitaine i sydvästra Frankrike. Kommunen ligger i kantonen La Force som tillhör arrondissementet Bergerac. År 2022 hade Fraisse 173 invånare.

## Befolkningsutveckling
Antalet invånare i kommunen Fraisse
Referens:INSEE